# IC 2049
IC 2049 ist eine spiralförmige Zwerggalaxie vom Hubble-Typ SBcd im Sternbild Netz am Südsternhimmel. Sie ist schätzungsweise 58 Millionen Lichtjahre von der Milchstraße entfernt und hat einen Durchmesser von etwa 15.000 Lj.

Im selben Himmelsareal befinden sich u. a. die Galaxien NGC 1543 und IC 2037.
Das Objekt am 8. Dezember 1899 von DeLisle Stewart entdeckt.